# Арраяс

Арраяс на карте штата.

Арраяс (порт. Arraias) — муниципалитет в Бразилии, входит в штат Токантинс. Составная часть мезорегиона Восточный Токантинс. Входит в экономико-статистический микрорегион Дианополис. Население составляет  10 645 человек на 2010 год. Занимает площадь 5 786,871 км². Плотность населения — 1,84 чел./км².

## Демография
Согласно сведениям, собранным в ходе переписи 2010 г. Национальным институтом географии и статистики (IBGE), население муниципалитета составляет:
| Полное население                               | Полное население                               | Полное население                               | Полное население                               | 10 645 |
| ---------------------------------------------- | ---------------------------------------------- | ---------------------------------------------- | ---------------------------------------------- | ------ |
| в том числе:                                   | Городское население                            | 7 371                                          | Процент городского населения, %                | 69,24  |
|                                                | Сельское население                             | 3 274                                          | Процент сельского населения, %                 | 30,76  |
|                                                | Мужское население                              | 5 393                                          | Процент мужского населения, %                  | 50,66  |
|                                                | Женское население                              | 5 252                                          | Процент женского населения, %                  | 49,34  |
| Плотность населения, чел/км²                   | Плотность населения, чел/км²                   | Плотность населения, чел/км²                   | Плотность населения, чел/км²                   | 1,84   |
| Население муниципалитета в % к населению штата | Население муниципалитета в % к населению штата | Население муниципалитета в % к населению штата | Население муниципалитета в % к населению штата | 0,77   |

По данным оценки 2016 года население муниципалитета составляет 10 778 жителей.

## Статистика
- Валовой внутренний продукт на 2003 составляет 27.736.941,00 реалов (данные: Бразильский институт географии и статистики).
- Валовой внутренний продукт на душу населения на 2003 составляет 2.528,21 реалов (данные: Бразильский институт географии и статистики).
- Индекс развития человеческого потенциала на 2000 составляет 0,685 (данные: Программа развития ООН).

## Важнейшие населенные пункты
| № | Населённый пункт | Населённый пункт (порт.) | Категория | Население чел. (2010) | На карте                        |
| - | ---------------- | ------------------------ | --------- | --------------------- | ------------------------------- |
| 1 | Арраяс           | Arraias                  | город     | 7 078                 | 12°55′42″ ю. ш. 46°56′44″ з. д. |
| 2 | Кана-Брава       | Cana Brava               | поселок   | 293                   | 12°50′51″ ю. ш. 46°48′29″ з. д. |